# سهيل السيد أحمد
سهيل سليمان صالح السيّد أحمد (1933 - 11 ديسمبر 2010) شاعر أردني - فلسطيني. ولد في قومية في بيسان بفلسطين. حصل على شهادة الثانوية العامة عام 1958، ودبلوم العلوم الاجتماعية من جامعة موسكو عام 1972. عمل في التدريس ست سنوات ثم مندوبًا إعلاميًا. هو من أعضاء مؤسس في رابطة الكتاب الأردنيين ولفرعها في إربد. له عدة دواوين الشعرية. توفي في إربد عن عمر يناهز 78 عاما.

## سيرته
ولد سهيل سليمان صالح في قومية سنة 1351 هـ/ 1933 م. حصل على شهادة الدراسة الثانوية 1951 ودبلوم العلوم الاجتماعية من جامعة موسكو (لومونوسوف) عام 1972. عمل مدرّسًا من 1952 حتى 1958 ثم مندوبًا إعلاميًا في الإعلام التنموي وموظفاً منذ عام 1960 في سلطة وادي الأردن في الشونة الشمالية. 

كان عضو مؤسس لرابطة الكتاب الأردنيين في عمان، ولفرعها في إربد. شارك في العديد من الندوات والمهرجانات الأردنية والعربية.

توفي في إربد في 11 ديسمبر 2010/ 5 محرم 1432 عن عمر يناهز 78 عاماً.

## شعره
يعد من الشعراء الذين حافظوا على بوصلة الاتجاهات الشعرية في سبعينيات القرن العشرين في الأردن، بين «الالتحاق بركب الحداثة من حيث الشكل، وبين الالتصاق بقضايا وهموم الأمة من حيث المضمون، وقد خضع شعره لمحورية السرد في الشعر، لقراءة التحوّلات الكبيرة التي تطرأ في كل لحظة في عالمنا العربي.»  وصف بأنه كان صاحب فكر تنويري تقدمي نضالي، وهذا الفكر كان أحد أسباب تطور تجربته الشعرية، فأنجز القصدية الملحمية الموسعة الشاملة.

## مؤلفاته
من دواوينه الشعرية:
- تشرينيات، 1971.
- بذار، 1976.
- آنست ناراً، 1985.
- الخروج على معاوية، 1988.

وفي فبراير 2018 صدر عن وزارة الثقافة الأردنية، ضمن سلسلة كتب الشهر، كتاب بعنوان الشاعر الراحل سهيل السيد أحمد، قام بجمعه والتقديم له سليمان الأزرعي.